# Ergebnisse der Kommunalwahlen in Potsdam
- PARTEI: 1
- DIE aNDERE: 6
- Linke: 5
- SPD: 11
- Grüne: 8
- Volt: 1
- BVB/FW: 2
- FDP: 2
- MiP: 1
- BfW: 3
- CDU: 8
- AfD: 8

In den folgenden Listen werden die Ergebnisse der Kommunalwahlen in Potsdam aufgelistet. Es werden die Ergebnisse der Wahlen zur Stadtverordnetenversammlung ab 1990 angegeben. Weiterhin werden die Ergebnisse der Ortsbeiratswahlen in ehemals selbstständigen Gemeinden, die zumeist erst 2003 nach Potsdam eingemeindet worden sind, aufgeführt.
Es werden nur diejenigen Parteien, politischen Vereinigungen und Wählergruppen aufgelistet, die bei wenigstens einer Wahl mindestens zwei Prozent der gültigen Stimmen erhalten haben. Bei mehrmaligem Überschreiten dieser Grenze werden auch Ergebnisse ab einem Prozent aufgeführt. Das Feld der Partei, die bei der jeweiligen Wahl die meisten Stimmen bzw. Sitze erhalten hat, ist farblich gekennzeichnet.

## Parteien
- AfD: Alternative für Deutschland
- B’90/Grüne: Bündnis 90/Die Grünen → Grüne
- BVB/FW: Brandenburger Vereinigte Bürgerbewegungen/Freie Wähler
  - 2003 und 2008: Fam
  - 2014: BVB/FW/Fam
- CDU: Christlich Demokratische Union Deutschlands
  - 1990: CDU der DDR
  - 2014: CDU/ANW
- DAV: ?
- DBD: Demokratische Bauernpartei Deutschlands
- DFD: Demokratischer Frauenbund Deutschlands
- DSU: Deutsche Soziale Union
- DVU: Deutsche Volksunion
- Fam: Familien-Partei Deutschlands → BVB/FW
- FDP: Freie Demokratische Partei
- Grüne: Bündnis 90/Die Grünen
- Linke: Die Linke
  - bis 2003: PDS
- NF: FORUM Brandenburg
- PDS: Partei des Demokratischen Sozialismus → Linke
- SPD: Sozialdemokratische Partei Deutschlands
  - 1990: Sozialdemokratische Partei in der DDR
- UFV: Unabhängiger Frauenverband

## Wählergruppen
- And: DIE aNDERE
  - 1993 und 1998: Kam: Kampagne gegen Wehrpflicht, Zwangsdienste und Militär
- ANW: Aktionsbündnis Potsdam Nord/West
  - 2008: N/W
  - 2014: CDU, in den Ortsbeiräten Marquardt und Satzkorn → N/W
- BB: Bürgerbündnis freier Wähler Potsdam
- BEH.V.: Verband der Behinderten der DDR
- BfW: Bündnis für Vernunft und Gerechtigkeit (Wählerinitiative)
- BIF: Bürger_inneninitiative Fahrland
- BKNF: Bürgergemeinschaft Kurort Neu Fahrland
- BKV: Bürgervereinigung für Kommunale Verantwortung
- BV: Bauernverband
  - 2003: BVF
- BVB'90 e.V.: Bürgerverein Bornim `90 e.V.
- BVF: Bauernverband/Feuerwehr → BV
- DP: Die PARTEI
- FO: Groß Glienicker Forum
- FW: Freie Wähler → Fam
- KWG: Kommunale Wählergemeinschaft Fahrland
- LBV: Liste Bürgerverein
- MiP: Mitten in Potsdam
- N/W: Aktionsbündnis Potsdam Nord/West
  - 2014 und 2019: ANW
- PD: Potsdamer Demokraten
- UKWNF: Unabhängige Kommunale Wählergemeinschaft Neu Fahrland
- UWG: Unabhängige Wählergemeinschaft
- WGG: Wählergemeinschaft für Groß Glienicke

## Abkürzungen
- Ebw: Einzelbewerber
- Wbt: Wahlbeteiligung

## Wahlen zur Stadtverordnetenversammlung
Stimmenanteile der Parteien, politischen Vereinigungen und Wählergruppen in Prozent
| Jahr     | Wbt  | Linke | SPD  | CDU  | Grüne | And   | BB  | AfD  | FDP | Fam | Die PARTEI | NF   |
| -------- | ---- | ----- | ---- | ---- | ----- | ----- | --- | ---- | --- | --- | ---------- | ---- |
| 1 1990 1 | 74,9 | 26,5  | 32,0 | 16,6 |       |       |     |      | 3,0 |     |            | 16,3 |
| 1993     | 62,8 | 38,4  | 32,4 | 10,3 | 7,0   | 2,0   | 5,2 |      | 3,7 |     |            |      |
| 1998     | 79,9 | 32,1  | 39,3 | 13,0 | 7,3   | 2,2   | 4,3 |      | 1,8 |     |            |      |
| 2003     | 45,7 | 33,8  | 22,8 | 19,2 | 6,2   | 3,9   | 4,7 |      | 2,3 | 4,6 |            |      |
| 2008     | 51,7 | 31,0  | 27,1 | 11,8 | 8,3   | 04,96 | 3,3 |      | 4,6 | 4,4 |            |      |
| 2014     | 48,9 | 25,3  | 23,4 | 15,5 | 11,9  | 7,7   | 6,1 | 4,5  | 2,5 |     |            |      |
| 2019     | 62,4 | 18,1  | 19,4 | 12,4 | 18,8  | 10,3  | 3,9 | 9,5  | 4,9 |     |            |      |
| 2024     | 70,4 | 8,7   | 19,4 | 14,7 | 14,5  | 10,2  |     | 13,7 | 4,5 |     | 2,7        |      |

Sitzverteilung der Parteien, politischen Vereinigungen und Wählergruppen, die mindestens bei einer Wahl mehr als zwei Sitze erhalten haben
| Jahr | Gesamt | Linke | SPD | CDU | Grüne | And | BB | AfD | FDP | BVB/FW/Fam | NF | BfW |
| ---- | ------ | ----- | --- | --- | ----- | --- | -- | --- | --- | ---------- | -- | --- |
| 1990 | 115    | 30    | 37  | 19  |       |     |    |     | 3   |            | 19 |     |
| 1993 | 50     | 19    | 16  | 5   | 3     | 1   | 3  |     | 2   |            |    |     |
| 1998 | 50     | 16    | 20  | 6   | 4     | 1   | 2  |     | 1   |            |    |     |
| 2003 | 50     | 17    | 11  | 10  | 3     | 2   | 2  |     | 1   | 2          |    |     |
| 2008 | 56     | 17    | 15  | 7   | 5     | 3   | 2  |     | 3   | 2          |    |     |
| 2014 | 56     | 14    | 13  | 9   | 7     | 4   | 3  | 3   | 1   | 1          |    |     |
| 2019 | 56     | 10    | 11  | 7   | 10    | 6   | 2  | 5   | 3   | 1          |    |     |
| 2024 | 56     | 5     | 11  | 8   | 8     | 6   |    | 8   | 2   | 2          |    | 3   |

Sitzverteilung der Parteien, politischen Vereinigungen und Wählergruppen, die nie mehr als zwei Sitze erhalten haben
| PARTEI | PD | DVU | N/W | KWG | BVB'90 | DSU | DFD | DAV | BEH.V. | DBD | UFV | MiP | Volt | DP |
| ------ | -- | --- | --- | --- | ------ | --- | --- | --- | ------ | --- | --- | --- | ---- | -- |
| 1990   |    |     |     |     |        | 2   | 1   | 1   | 1      | 1   | 1   |     |      |    |
| 1993   |    |     |     |     | 1      |     |     |     |        |     |     |     |      |    |
|        |    |     |     |     |        |     |     |     |        |     |     |     |      |    |
| 2003   |    | 1   |     | 1   |        |     |     |     |        |     |     |     |      |    |
| 2008   |    | 1   | 1   |     |        |     |     |     |        |     |     |     |      |    |
| 2014   | 1  |     | CDU |     |        |     |     |     |        |     |     |     |      |    |
| 2019   | 1  |     |     |     |        |     |     |     |        |     |     |     |      |    |
| 2024   |    |     |     |     |        |     |     |     |        |     |     | 1   | 1    | 1  |

## Ortsbeiratswahlen

### Eiche
Stimmenanteile der Parteien, politischen Vereinigungen und Wählergruppen in Prozent
| Jahr | Wbt. | SPD  | Linke | CDU  | BB  | FDP |
| ---- | ---- | ---- | ----- | ---- | --- | --- |
| 2003 | 47,5 | 36,7 | 30,1  | 33,2 |     |     |
| 2008 | 53,3 | 39,3 | 30,3  | 19,9 | 5,3 | 5,2 |
| 2014 | 53,7 | 37,8 | 33,3  | 28,9 |     |     |
| 2019 | 63,8 | 46,7 | 33,2  | 20,1 |     |     |

Sitzverteilung
| Jahr | Gesamt | SPD | Linke | CDU |
| ---- | ------ | --- | ----- | --- |
| 2003 | 9      | 3   | 3     | 3   |
| 2008 | 9      | 4   | 3     | 2   |
| 2014 | 9      | 3   | 3     | 3   |
| 2019 | 9      | 4   | 3     | 2   |

### Fahrland
Stimmenanteile der Parteien, politischen Vereinigungen und Wählergruppen in Prozent
| Jahr     | Wbt. | BIF  | SPD  | CDU  | Grüne | Linke | N/W  | DVU | BV   | LBV  |
| -------- | ---- | ---- | ---- | ---- | ----- | ----- | ---- | --- | ---- | ---- |
| 1 2003 1 | 43,1 |      | 27,2 | 24,8 |       |       |      |     | 17,2 | 22,3 |
| 2008     | 46,6 |      | 34,7 | 14,4 | 7,9   | 18,8  | 16,9 | 3,7 | 3,6  |      |
| 2014     | 45,5 |      | 45,7 | 20,8 | 18,9  | 14,6  |      |     |      |      |
| 2019     | 54,1 | 43,8 | 28,9 |      | 14,8  | 12,5  |      |     |      |      |

Sitzverteilung
| Jahr | Gesamt | BIF | SPD | CDU | Grüne | Linke | N/W | LBV | BV |
| ---- | ------ | --- | --- | --- | ----- | ----- | --- | --- | -- |
| 2003 | 9      |     | 3   | 2   |       |       |     | 2   | 2  |
| 2008 | 9      |     | 3   | 1   | 1     | 2     | 2   |     |    |
| 2014 | 9      |     | 4   | 2   | 2     | 1     |     |     |    |
| 2019 | 9      | 4   | 3   |     | 1     | 1     |     |     |    |

### Golm
2003 entfielen 27,1 % der Stimmen auf zwei Einzelbewerber, 2008 15,1 % der Stimmen auf einen Einzelbewerber.
Stimmenanteile der Parteien, politischen Vereinigungen und Wählergruppen in Prozent
| Jahr | Wbt. | SPD  | CDU  | Linke | Grüne | BVB/FW |
| ---- | ---- | ---- | ---- | ----- | ----- | ------ |
| 2003 | 50,7 | 17,1 | 27,9 | 27,3  |       |        |
| 2008 | 52,0 | 30,8 | 20,4 | 26,1  | 7,6   |        |
| 2014 | 57,1 | 46,9 | 22,8 | 17,7  | 12,6  |        |
| 2019 | 66,1 | 21,9 | 27,0 | 16,8  | 21,8  | 4,8    |

Sitzverteilung
| Jahr | Gesamt | SPD | CDU | Linke | Grüne | Ebw |
| ---- | ------ | --- | --- | ----- | ----- | --- |
| 2003 | 5      | 1   | 1   | 1     |       | 2   |
| 2008 | 5      | 2   | 1   | 1     |       | 1   |
| 2014 | 5      | 2   | 1   | 1     | 1     |     |
| 2019 | 9      | 2   | 2   | 2     | 2     | 1   |

### Groß Glienicke
Stimmenanteile der Parteien, politischen Vereinigungen und Wählergruppen in Prozent
| Jahr | Wbt. | FO   | CDU  | SPD  | Linke | UWG  | Grüne | WGG  | FDP | N/W |
| ---- | ---- | ---- | ---- | ---- | ----- | ---- | ----- | ---- | --- | --- |
| 2003 | 53,8 | 15,5 | 28,7 | 18,7 |       |      | 7,3   | 28,1 | 1,7 |     |
| 2008 | 51,6 | 16,9 | 21,3 | 16,5 |       |      | 10,2  | 25,5 | 4,7 | 3,4 |
| 2014 | 49,3 | 31,3 | 23,1 | 19,5 | 13,7  | 6,6  | 5,7   |      |     | CDU |
| 2019 | 63,5 | 45,6 | 20,0 | 11,0 | 10,6  | 12,9 |       |      |     |     |

Sitzverteilung
| Jahr | Gesamt | FO | CDU | SPD | Linke | UWG | WGG | Grüne |
| ---- | ------ | -- | --- | --- | ----- | --- | --- | ----- |
| 2003 | 9      | 1  | 3   | 2   |       |     | 2   | 1     |
| 2008 | 9      | 2  | 2   | 2   |       |     | 2   | 1     |
| 2014 | 9      | 3  | 2   | 2   | 1     | 1   |     |       |
| 2019 | 9      | 4  | 2   | 1   | 1     | 1   |     |       |

### Grube
2003 entfielen 28,0 % der Stimmen auf zwei Einzelbewerber, 2008 gar 72,9 % der Stimmen auf vier Einzelbewerber und 2014 49,5 % auf den Einzelbewerber Gutschmidt.
Stimmenanteile der Parteien, politischen Vereinigungen und Wählergruppen in Prozent
| Jahr | Wbt. | CDU  | SPD  | BB   | CDU  | Linke |
| ---- | ---- | ---- | ---- | ---- | ---- | ----- |
| 2003 | 62,9 |      | 27,9 | 17,2 |      | 26,9  |
| 2008 | 64,4 |      |      | 15,2 | 11,4 |       |
| 2014 | 59,9 |      | 19,5 | 16,6 | 14,4 |       |
| 2019 | 69,9 | 40,1 |      |      |      |       |

Sitzverteilung
| Jahr | Gesamt | CDU | SPD | BB | Linke | Ebw |
| ---- | ------ | --- | --- | -- | ----- | --- |
| 2003 | 3      |     | 1   |    | 1     | 1   |
| 2008 | 3      |     |     | 1  |       | 2   |
| 2014 | 3      |     | 1   | 1  |       | 1   |
| 2019 | 2      | 1   |     |    |       | 1   |

### Marquardt
Stimmenanteile der Parteien, politischen Vereinigungen und Wählergruppen in Prozent
| Jahr     | Wbt. | KWG  | SPD  | N/W   | CDU  | BKV  |
| -------- | ---- | ---- | ---- | ----- | ---- | ---- |
| 1 2003 1 | 51,5 | 6,0  | 4,3  |       | 23,5 | 55,6 |
| 2008     | 56,1 | 67,4 |      | 12,8  | 19,8 |      |
| 2014     | 48,4 | 58,6 | 15,1 | 14,7  | N/W  |      |
| 2019     | 62,4 |      |      | 100,0 |      |      |

Sitzverteilung
| Jahr | Gesamt | KWG | SPD | N/W | CDU | BKV |
| ---- | ------ | --- | --- | --- | --- | --- |
| 2003 | 3      |     |     |     | 1   | 2   |
| 2008 | 5      | 3   |     | 1   | 1   |     |
| 2014 | 5      | 3   | 1   | 1   | N/W |     |
| 2019 | 5      |     |     | 5   |     |     |

### Neu Fahrland
Stimmenanteile der Parteien, politischen Vereinigungen und Wählergruppen in Prozent
| Jahr | Wbt. | BB   | SPD  | Grüne | N/W  | CDU  | UKWNF | BKNF | Linke | BV   |
| ---- | ---- | ---- | ---- | ----- | ---- | ---- | ----- | ---- | ----- | ---- |
| 2003 | 58,3 |      |      |       |      |      | 40,4  | 36,4 | 12,0  | 11,3 |
| 2008 | 64,5 |      |      |       | 70,7 | 29,3 |       |      |       |      |
| 2014 | 57,0 | 73,5 | 14,4 | 12,1  |      |      |       |      |       |      |
| 2019 | 69,0 | 63,5 | 8,0  | 9,9   |      |      |       |      | 10,0  |      |

Sitzverteilung
| Jahr | Gesamt | BB | SPD | N/W | CDU | UKWNF | BKNF | Linke | Grüne |
| ---- | ------ | -- | --- | --- | --- | ----- | ---- | ----- | ----- |
| 2003 | 5      |    |     |     |     | 2     | 2    | 1     |       |
| 2008 | 5      |    |     | 4   | 1   |       |      |       |       |
| 2014 | 5      | 4  | 1   |     |     |       |      |       |       |
| 2019 | 5      | 3  |     |     |     |       |      | 1     | 1     |

### Satzkorn
Stimmenanteile der Parteien, politischen Vereinigungen und Wählergruppen in Prozent
| Jahr | Wbt. | SPD  | Linke | N/W  | KWG  | BV   |
| ---- | ---- | ---- | ----- | ---- | ---- | ---- |
| 2003 | 57,5 | 29,1 |       |      | 59,6 | 11,4 |
| 2008 | 61,9 | 30,5 |       | 69,5 |      |      |
| 2014 | 55,5 | 52,7 |       | 47,3 |      |      |
| 2019 | 74,2 | 85,5 | 15,5  |      |      |      |

Sitzverteilung
| Jahr | Gesamt | SPD | N/W | KWG |
| ---- | ------ | --- | --- | --- |
| 2003 | 3      | 1   |     | 2   |
| 2008 | 3      | 1   | 2   |     |
| 2014 | 3      | 2   | 1   |     |
| 2019 | 3      | 3   |     |     |

### Uetz-Paaren
Stimmenanteile der Parteien, politischen Vereinigungen und Wählergruppen in Prozent
| Jahr | Wbt. | N/W   | SPD   | KWG  | BV   |
| ---- | ---- | ----- | ----- | ---- | ---- |
| 2003 | 50,8 |       |       | 59,4 | 40,6 |
| 2008 | 62,7 | 100,0 |       |      |      |
| 2014 | 61,8 | 100,0 |       |      |      |
| 2019 | 68,6 | 63,1  | 09,97 |      |      |

Sitzverteilung
| Jahr | Gesamt | N/W | BV | KWG | Ezb |
| ---- | ------ | --- | -- | --- | --- |
| 2003 | 3      |     | 2  | 1   |     |
| 2008 | 3      | 3   |    |     |     |
| 2014 | 3      | 3   |    |     |     |
| 2019 | 3      | 2   |    |     | 1   |